# Broadway theatre

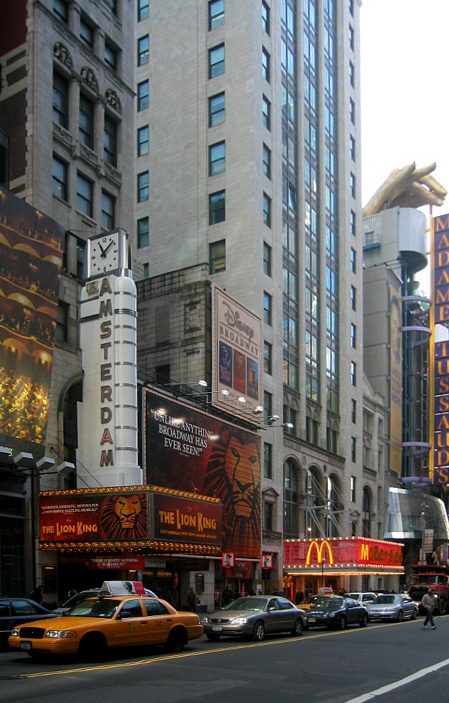
Il musical The Lion King al New Amsterdam Theatre, 2003

Broadway theatre, comunemente detto Broadway, è la porzione dell'omonima avenue di Manhattan che ospita, anche sulle strade adiacenti, oltre 40 teatri, con sale da almeno 500 posti, nel Theatre District di New York, più un teatro al Lincoln Center, il Metropolitan Opera House, nell'Upper West Side. Assieme alla zona del West End di Londra, Broadway theatre indica, per antonomasia, la maggiore concentrazione di teatri di lingua inglese, e non solo, al mondo.
Il distretto dei teatri di Broadway è una delle attrazioni popolari di New York. Secondo la The Broadway League, gli show  di Broadway hanno incassato circa 937 milioni di dollari nella stagione 2007-2008.

## XVIII e XIX secolo

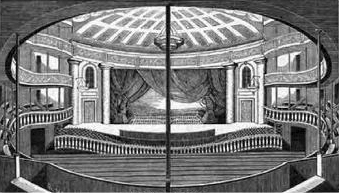
Interno del Park Theatre costruito nel 1798

### Primi teatri a New York
New York e pertanto gli Stati Uniti, non hanno avuto una significativa presenza di teatri fino a circa il 1750, quando gli attori e impresari teatrali Walter Murray e Thomas Kean fondarono una compagnia teatrale stabile al Teatro di Nassau Street di Manhattan, capace di circa 280 spettatori. Essi misero in scena opere di Shakespeare e ballad opera come L'opera del mendicante.  Nel 1752, William Hallam inviò una compagnia di dodici attori dall'Inghilterra con suo fratello Lewis in qualità di direttore. Essi fondarono un teatro a Williamsburg che inaugurarono con Il mercante di Venezia e The Anatomist.  La compagnia si trasferì a New York nell'estate del 1753, rappresentando ballad opera e farse come Damon and Phillida. La guerra d'indipendenza americana sospese l'attività teatrale a New York, ma successivamente questa riprese e nel 1798, venne costruito il Park Theatre di Manhattan, da 2.000 posti, in Chatham Street (ora Park Row).  Il Bowery Theatre aprì nel 1826, seguito da diversi altri. Blackface minstrel shows, una caratteristica forma di spettacolo statunitense, divenne popolare intorno agli anni trenta del XIX secolo, specialmente con l'arrivo dei Virginia Minstrels negli anni 1840.
Dagli anni 1840, operò Phineas Taylor Barnum con un complesso circense in lower Manhattan. Nel 1829, a Broadway e Prince Street, venne aperto il Niblo's Garden che divenne subito uno dei centri notturni di attrazione della città. Il teatro da 3.000 posti mise in cartellone ogni genere di spettacolo teatrale sia musicale che non. 
Nel 1844 avvenne la prima di The Bohemian Girl al Park Theatre.
Nel 1847 aprì l'Astor Place Theatre. Nel 1849 vi fu una rivolta della classe lavoratrice del Bowery, che si ribellò a quello che percepiva come snobismo della borghesia di Astor Place:
"Dopo la rivolta di Astor Place del 1849, gli spettacoli a New York City vennero suddivisi per classi sociali: l'opera era destinata alla borghesia ed alle classi più abbienti, minstrel shows e melodramas per la classe media e varietà in concert saloons per uomini della classe operaia e classe media delle periferie.
Le opere di William Shakespeare erano frequentemente rappresentate sui palcoscenici di Broadway, specialmente da attori statunitensi come Edwin Booth, che fu universalmente conosciuto per la sua interpretazione del principe Amleto. Booth interpretò il ruolo per le famose 100 recite consecutive al Winter Garden Theatre nel 1865 (che terminarono pochi mesi prima che suo fratello, John Wilkes Booth, assassinasse Abraham Lincoln), e reinterpretò poi il ruolo al Booth's Theatre (che fu diretto per un breve tempo da suo fratello Junius Brutus Booth, Jr.). Altri attori shakespeariani che operarono a New York in questo periodo furono Henry Irving, Tommaso Salvini, Fanny Davenport, e Charles Fechter.
Lydia Thompson si recò negli Stati Uniti nel 1868 portando una piccola compagnia teatrale per rappresentare spettacoli di genere burlesco destinati alla classe media di New York.
La compagnia della Thompson, chiamata The British Blondes, fu lo spettacolo più popolare a New York nella stagione 1868–1869.
"L'eccentricità delle pantomime e delle burle – con la loro curiosa combinazione di commedia, parodia, satira, improvvisazione, canzoni e danze, varietà, effetti stravaganti e costumi osé – mentre era abbastanza familiare agli spettatori britannici, colpì il pubblico di New York come una tempesta."  Lo spettacolo, programmato per durare sei mesi, finì con l'essere rappresentato per sei lunghi anni.

### Nascita del musical e post guerra civile
I teatri a New York si spostarono gradualmente da downtown a midtown a cominciare dal 1850, per trovare aree fabbricabili meno costose. Nel 1870, il cuore di Broadway era Union Square, e verso la fine del secolo molti teatri erano nelle vicinanze di Madison Square. I teatri non arrivarono nell'area di Times Square fino al primi anni del XX secolo, ed i teatri di Broadway non vi si consolidarono fino agli anni venti e trenta. Il primo musical a tenere il cartellone per un lungo periodo di tempo fu The Elves che nel 1857 ebbe 50 rappresentazioni. La durata degli spettacoli di New York continuò a mantenersi assai lontana da quella degli spettacoli di Londra, ma il musical burletta di Laura Keene, Seven Sisters del 1860, stracciò il precedente record di New York con ben 253 rappresentazioni. Esso veniva rappresentato dalla compagnia di Keene, Our American Cousin, a Washington quando Abraham Lincoln venne ucciso.

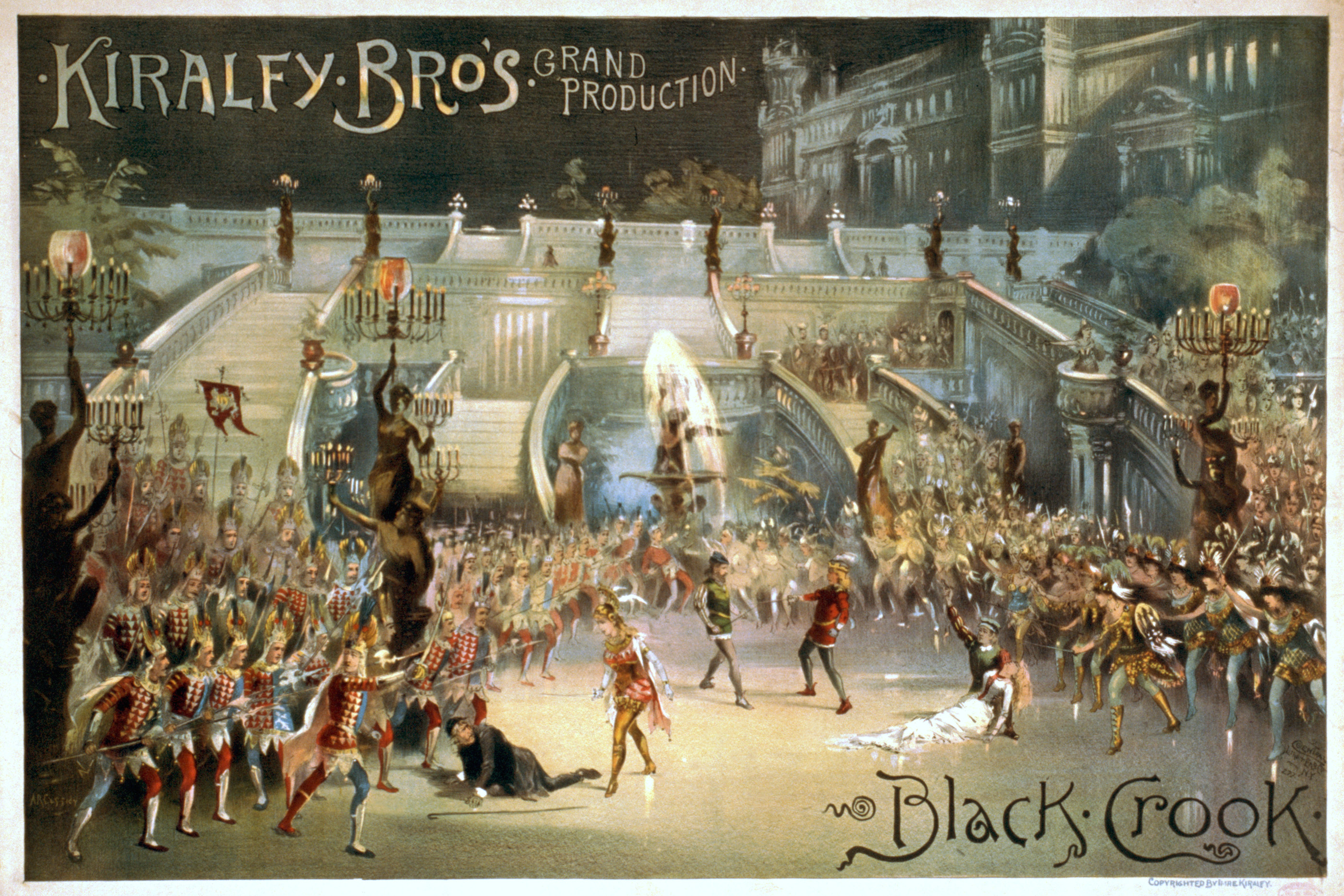
The Black Crook (1866), considerato da alcuni storici, il primo musical.

Il primo lavoro teatrale che può essere confrontato con l'attuale accezione del genere musical, comprendente danze e musiche originali che aiutano a raccontare la storia, è considerato The Black Crook, che ebbe la prima rappresentazione a New York il 12 settembre 1866. La produzione fu un colossale spettacolo della durata di cinque ore e mezza, ma nonostante la lunghezza, raggiunse il numero record di 474 rappresentazioni. Lo stesso anno, The Black Domino/Between You, Me and the Post fu il primo spettacolo ad autodefinirsi una  "musical comedy."
Tony Pastor aprì il primo teatro vaudeville, un isolato ad est di Union Square, nel 1881, dove si esibì Lillian Russell. Gli attori Edward Harrigan e Tony Hart produssero e rappresentarono a Broadway fra il 1878 ed il 1885 il musical The Mulligan Guard Picnic, su testi di Harrigan e musiche di suo suocero David Braham. Queste commedie musicali proponevano personaggi presi dalla vita di tutti i giorni di un qualunque appartenente alla classe operaia di New York, e rappresentarono un importante passaggio dalla forma del vaudeville e del burlesco, ad una forma più colta di spettacolo. Essi misero in scena cantanti di buona professionalità come Lillian Russell, Vivienne Segal, e Fay Templeton, invece delle donnine di incerta reputazione che erano state impiegate negli anni precedenti.
A seguito del miglioramento dei trasporti pubblici, la povertà a New York diminuì sensibilmente, e l'illuminazione delle strade, rese più sicura la circolazione di notte, e conseguentemente aumentò il numero di potenziali spettatori per gli spettacoli teatrali. I lavori tennero il cartellone più a lungo ed i profitti degli impresari teatrali aumentarono a dismisura consentendo il miglioramento degli allestimenti. Come in Inghilterra, durante l'ultima metà del secolo, i teatri cominciarono a essere ripuliti dalla prostituzione che li pervadeva in passato. Le opere comiche, per un pubblico familiare, del famoso duo Gilbert e Sullivan, raggiunsero Broadway con la rappresentazione di H.M.S. Pinafore nel 1878, importate dagli autori ma anche sotto forma di rappresentazioni pirata.

## Anno 1890 e successivi
A Trip to Chinatown di Charles Hoyt  (1891) divenne l'opera più a lungo rappresentata, tenendo il cartellone per 657 recite. Questo record non venne migliorato fino al 1919 quando venne messa in scena Irene. Nel 1896, gli impresari Marc Klaw e A. L. Erlanger costituirono il Theatrical Syndicate, che controllò ogni attività teatrale negli U.S.A. per i seguenti sedici anni. Nonostante ciò proliferarono piccoli vaudeville e varietà, ed i teatri Off-Broadway si andarono formando dalla fine del XIX secolo.
A Trip to Coontown (1898) fu il primo musical interamente prodotto e rappresentato da afroamericani in un teatro di Broadway (ampiamente ispirato ai minstrel show), seguito dal ragtime Clorindy the Origin of the Cakewalk (1898), e dal grande successo di In Dahomey (1902). Centinaia di commedie musicali vennero rappresentate a Broadway tra gli anni 1890 ed i primi anni del 1900, con canzoni composte da Gus Edwards, John Walter Bratton, e George Cohan (Little Johnny Jones (1904), 45 Minutes From Broadway (1906), e George Washington Jr. (1906). Nonostante questo, la durata dei lavori a New York continuò ad essere relativamente breve, con poche eccezioni, se confrontata con Londra, prima dello scoppio della prima guerra mondiale. Pochi dei successi di musical britannici continuarono ad ottenere grande successo a New York, compreso Florodora nel 1900-01.

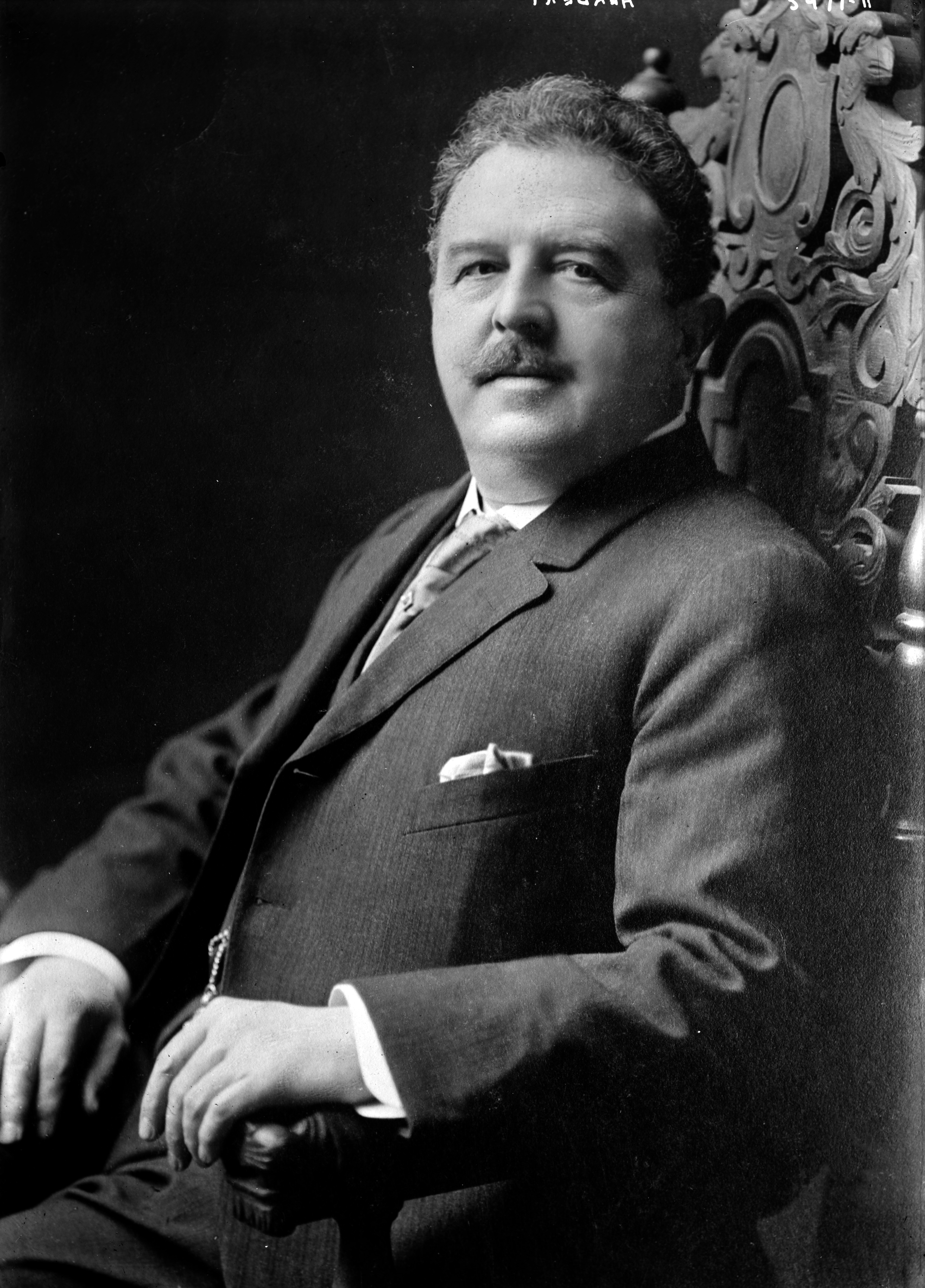
Victor Herbert

Nei primi anni del XX secolo, vennero messe in scena al "Princess Theatre" delle riduzioni di popolari operette europee del tardo XIX secolo tradotte da P. G. Wodehouse, Guy Bolton e Harry B. Smith. Victor Herbert scrisse delicati lavori musicali con musiche moderne come le partiture per archi delle famose operette The Fortune Teller (1898), Babes in Toyland (1903), Mlle. Modiste (1905), The Red Mill (1906), e Naughty Marietta (1910).  A cominciare da The Red Mill, i teatri di Broadway installarono insegne luminose multicolori, all'esterno, per pubblicizzare le loro produzioni. Fino a quando non vennero utilizzate le luci colorate, le insegne erano soltanto a luce bianca e Broadway era soprannominata "La grande strada bianca."  Nell'agosto 1919, la Actors Equity Association chiese un contratto standard per tutte le produzioni professionistiche. Dopo una chiusura forzata di tutti i teatri, per lo sciopero degli artisti, gli impresari furono costretti ad aderire alla richiesta. Dagli anni 1920, gli Shubert Brothers avevano acquisito la quota di maggioranza dei teatri dall'Erlanger syndicate.

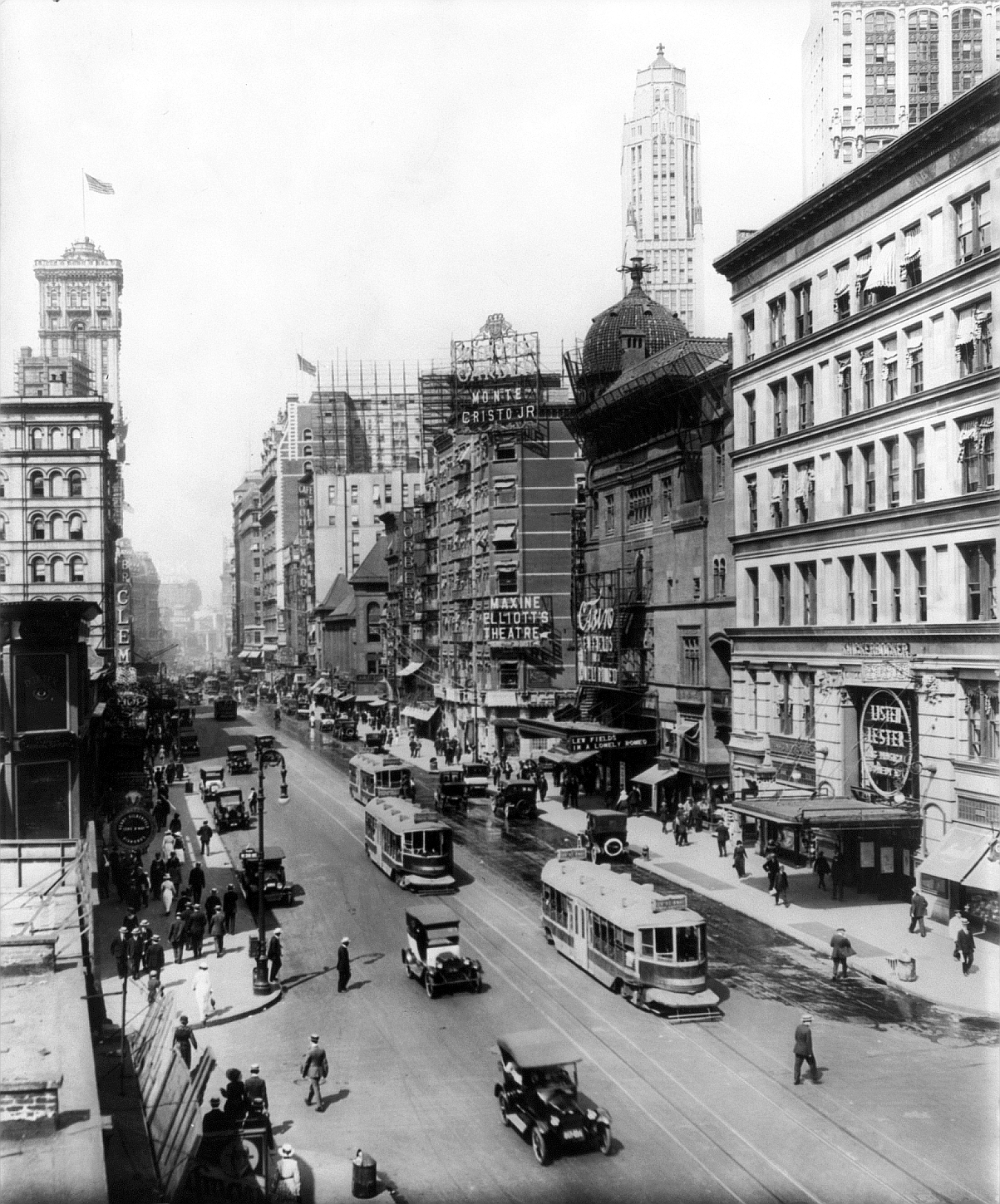
Il Winter Garden Theatre, Maxine Elliott's Theatre, Casino Theatre, e Knickerbocker Theatre su Broadway nel 1920.

Il cinema intraprese una sfida con i teatri. All'inizio, erano muti e costituirono una minima concorrenza.  Nondimeno, verso la fine degli anni 1920, films come The Jazz Singer vennero presentati con sonoro sincronizzato, ed i critici preconizzarono che il cinema avrebbe in breve tempo soppiantato il teatro. I musical dei ruggenti anni venti, mutuando dal vaudeville, music-hall ed altri spettacoli leggeri, tesero ad ignorare la trama in favore dell'enfatizzazione della popolarità di attrici ed attori, di grandi numeri di danza, e canzoni popolari. Florenz Ziegfeld produsse annualmente spettacoli di rivista con suoni e danze, testi stravaganti ed elaborati costumi, ma non c'era nulla che legasse assieme i vari numeri. Lavori tipici di quegli anni furono Sally, Lady, Be Good, Sunny, No, No, Nanette, Oh, Kay! e Funny Face. I libretti potevano essere dimenticati ma le produzioni di George Gershwin, Cole Porter, Jerome Kern, Vincent Youmans, Rodgers & Hart, Noël Coward, Sigmund Romberg e Rudolf Friml continuarono la vena di Victor Herbert. Chiaramente, il teatro sopravvisse all'invenzione del cinema.
Lasciando alle spalle questi frivoli lavori, venne messo in scena Show Boat, con la prima il 2 dicembre 1927 allo Ziegfeld Theatre, rappresentando una completa integrazione fra testo e opera teatrale, con temi drammatici, sottolineati da adeguata musica, dialoghi, trama e intreccio, abilmente miscelati rispetto ai musical precedenti. Tenne il cartellone per 572 rappresentazioni. Dopo i terribili anni della grande depressione, i teatri di Broadway entrarono in un'epoca d'oro con il grande successo di Oklahoma! nel 1943, che tenne il cartellone per 2.212 spettacoli. I successi seguirono ai successi nei teatri di Broadway, ed essi ottennero il più alto prestigio internazionale.
Nel 1947 venne creato il Tony Award per premiare gli spettacoli del teatro statunitense, particolarmente per i teatri di Broadway.

## Broadway oggi

### Orario spettacoli
Anche se vi sono diverse eccezioni rispetto ad una volta, generalmente gli spettacoli hanno degli orari ben definiti, con aperture serali, inizio alle ore 20:00, dal martedì al sabato e spettacoli pomeridiani ("matinée") generalmente alle 14:00 mercoledì e sabato e alle 15:00 la domenica, per un numero complessivo di otto spettacoli alla settimana. Non vi sono spettacoli il lunedì. Gli attori ed il personale tecnico dei teatri hanno il loro fine settimana dalla sera della domenica al martedì mattina. Le premiazioni dei Tony Award sono normalmente tenute la domenica sera in giugno per tener conto di questi orari.
Negli ultimi anni, molti teatri hanno anticipato alle 19:00 lo spettacolo del martedì. Il motivo di questo spostamento è dovuto al fatto che a metà settimana sono pochi i turisti che assistono agli spettacoli e che quindi il pubblico è per la quasi totalità costituito da spettatori del luogo. D'altra parte l'anticipo consente ai pendolari di giungere a casa ad un orario ragionevole. Alcuni spettacoli, specialmente quelli prodotti dalla The Walt Disney Company, cambiano orario frequentemente in ragione della stagione dell'anno, onde massimizzare l'accesso degli spettatori.

### Attori
Musical e drammi a Broadway, spesso inseriscono nei ruoli principali attori di grande fama per attrarre il pubblico o portare nuovi spettatori a teatro. Attori di cinema e televisione vengono spesso inseriti nelle produzioni per sostituire attori che lasciano la compagnia. Ci sono ancora comunque, star che sono principalmente attori di teatro, e che appaiono in televisione o al cinema in parti secondarie.

### Produttori e impresari teatrali
La maggior parte dei produttori e degli impresari teatrali sono membri del The Broadway League (un tempo "The League of American Theatres and Producers"), un'organizzazione commerciale che promuove i teatri di Broadway, negozia contratti con le varie unioni teatrali e coamministra il Tony Award con l'American Theatre Wing, un'organizzazione di servizi.
La maggior parte dei teatri di Broadway sono posseduti e gestiti da tre organizzazioni: Shubert Organization, che possiede 17 teatri (ha recentemente acquisito il totale controllo di Music Box dalla Irving Berlin Estate); la Nederlander Organization, che controlla nove teatri e la Jujamcyn che ne controlla cinque.

### Durata delle produzioni
Gli spettacoli realizzati dalla maggior parte dei teatri di Broadway sono produzioni commerciali che perseguono la massimizzazione del profitto per produttori ed investitotri. Il che significa che la durata di una produzione non è pianificata in anticipo ma dipende dalla risposta del pubblico e la produzione rimane in cartellone fino a quando esiste una certa affluenza giornaliera. L'investimento in una produzione comporta un certo numero di rischi. Uno spettacolo non deve necessariamente fare profitti subito. Se raggiunge la copertura delle spese settimanali, può essere tenuto in attesa che una inversione di tendenza possa far guadagnare in futuro. In alcune situazioni al limite, gli impresari possono chiedere di ridurre temporaneamente i diritti degli autori e una riduzione momentanea dei compensi agli attori, con l'accordo delle organizzazioni sindacali, onde evitare la chiusura dello spettacolo. I proprietari dei teatri, che normalmente non partecipano ai profitti, possono ricevere la richiesta di riduzione momentanea dell'affitto del locale.
Alcuni spettacoli di Broadway sono prodotti da organizzazioni non commerciali, per parte della stagione. Lincoln Center Theatre, Roundabout Theatre Company, e Manhattan Theatre Club sono le tre compagnie no-profit che possiedono sale permanenti a Broadway.
Storicamente, i musical a Broadway tendono ad avere maggior durata rispetto agli altri lavori teatrali.  Il 9 gennaio 2006, The Phantom of the Opera al Majestic Theatre divenne il musical con il record di rappresentazioni con 7.486 recite, superando così Cats.

### Spettatori
Gli spettacoli di Broadway sono considerati una delle preminenti attività turistiche di New York, ed i teatri incassano mediamente circa un miliardo di dollari l'anno, aiutando l'industria del turismo a generare altri miliardi di entrate per ristoranti e alberghi. I chioschi TKTS vendono ogni giorno, ed in qualche caso per lo spettacolo pomeridiano del giorno seguente, biglietti scontati del 25%, 35% e anche del 50% (i chioschi TKTS sono ubicati in Duffy Square, in Times Square, in Lower Manhattan (199, Water Street— angolo Front & John Streets), ed a Brooklyn).  Questo servizio serve a vendere quei biglietti che altrimenti sarebbero rimasti invenduti, rendendo così la visione di uno spettacolo a New York più abbordabile. Molti teatri di Broadway offrono sconti particolari agli studenti, biglietti per lo stesso giorno o in premio con lotterie, o ancora posti in piedi, per assicurarsi sempre il tutto esaurito e massimizzare il profitto.
L'affluenza del pubblico nei teatri di Broadway nella stagione 2007-2008 è stata di 12,27 milioni di spettatori, pressoché la stessa della stagione precedente (2006-2007).  Per fare un confronto, i teatri di Londra ebbero un'affluenza di 13,6 milioni di spettatori nel 2007.

### Off-Broadway e tournée
La classificazione dei teatri è regolata dalla Actors' Equity Association. Per poter concorrere al Tony, una produzione deve essere data in un teatro con almeno 500 posti a sedere ed il teatro deve essere ubicato nel Theatre District, criteri che definiscono i teatri di Broadway. Off-Broadway e Off-Off-Broadway mettono spesso in scena produzioni sperimentali, cercando sfide e risultati impossibili da realizzare in teatri grandi come quelli di Broadway. Alcuni spettacoli di Broadway, soprattutto musical come Hair, Little Shop of Horrors, Spring Awakening, Rent, Avenue Q e In the Heights iniziarono da teatri Off-Broadway e vennero poi trasferiti a Broadway, cercando di replicare il risultato nei più grandi teatri di Broadway.
Dopo (o alcune volte durante) i successi nei teatri di Broadway, i produttori spesso rieditano le loro produzioni, con un nuovo cast, per portarle in giro per le maggiori città degli Stati Uniti. Le più grosse produzioni possono avere diverse compagnie viaggianti nello stesso periodo, alcune delle quali residenti per lunghi periodi nelle grandi metropoli. Le piccole città sono spesso servite da compagnie montate su autotreni. Tournée di questo tipo, che spesso hanno delle scenografie di dimensioni ridotte per essere adattate a teatri più piccoli, spesso recitano in due città diverse ogni settimana, mentre nelle grandi città si fermano per una o due settimane come minimo. Il Touring Broadway Awards, della Broadway League, premia l'eccellenza degli spettacoli di Broadway in tournée.

### Tony Awards
Gli spettacoli di Broadway e gli artisti, vengono premiati tutti gli anni a giugno, quando vengono assegnati gli  Antoinette Perry Awards (Tony Awards) dalla American Theatre Wing e dalla The Broadway League. I Tony sono i premi più prestigiosi di Broadway, la cui importanza è andata crescendo con la diffusione televisiva in diretta della premiazione. In una strategia di migliorare l'audience televisiva, vengono spesso chiamati a presentare la serata, personaggi molto famosi come Hugh Jackman e Rosie O'Donnell, alcuni dei quali non hanno alcun rapporto con il teatro.